# Kruci (Brumen)
Kruci, s podnaslovom Ljudska igra s petjem, je drama slovenskega pisatelja Antona Brumna iz Križevcev pri Ljutomeru.
- Anton Brumen (1901-19???), rojen v Križevcih pri Ljutomeru, dramatik, pisatelj, sluga pri mariborski hranilnici, član Prosvetnega zavoda Maribor, artistični vodja Ljudskega odra, v Ljutomeru prvič uprizoril Aškerčevega Osojskega mutca (1936), avtor ljudske igre Kruci (1938), ki jo večkrat pomotoma pripisujejo ptujskemu odvetniku dr. Antonu Brumnu (1857-1930). Slednji ni bil dramatik. Glede na medvojno časopisje je bil dramatik Brumen prisoten na prvih uprizoritvah, kar istoimenski odvetnik ne bi mogel, saj je bil še pokojni. Direktor Ljudskega odra, katerega artistični vodja je bil Brumen, je bil profesor Josip Meško, ki je tudi napisal predgovor k igri Kruci in zapisal, da je avtor "mariborski kulturni delavec".
  - "Rokopis nove slovenske drame z naslovom »Mutec osojski« ie poklonil Prosvetnemu društvu pisatelj Anton Brumen, sluga mestne hranilnice v Mariboru, doma od Sv. Križa na Murskem polju. To je prvenec mladega dramatika in zdi se, da bo po primerni oderski prikrojitvi režiserja prav dobro uspel na odru. To bo pokazalo kritika." http://www.dlib.si/stream/URN:NBN:SI:DOC-13V6MC24/47f1d4c1-fb25-41f2-980d-4d4edb21ccd5/PDF

## Osebe
- Štefan Ropoša, kmet v Veržeju
- Magdalena, njegova žena
- Vida, njuna hči
- Franček, njen sin
- Franc Čopora, sodar v Veržeju
- Andrej Husijan, hlapec pri Ropošu
- Gregor Šonaja, kmet v Veržeju
- Gašper Bračič, kmet v Veržeju
- Tomaž, kmetje v Veržeju
- Janez, Tomažev sin
- Kata Voršič, kmetica v Veržeju
- Martin Stariha, župnik pri Sv. Miklavžu
- Marko Brajdič, ciganski poglavar
- Jurij Godrnja, mešetar in poveljnik Krucev
- Izak, žid
- Šandor, Kruc
- Lajoš, Kruc
- Mikloš, Kruc
- Lela, ciganka
- Mara, ciganka
- Kmetje, kmetice, fantje, dekleta, strelci, cigani, Kruci

## O drami
Drama je razdeljena na pet dejanj, ki imajo različno število prizorov. Josip Meško v uvodu v Kruce poudarja, da je namen te ljudske igre vzgoja naroda, saj Slovencem postavlja za zgled zgodovinske dogodke, v katerih se je naš mali narod izkazal in pogumno branil svojo pravico, zemljo, vero in jezik. Brumen je zgodovinsko snov črpal iz ljudskega izročila svojih rodnih krajev. Na Murskem polju in v vzhodnem delu Slovenskih goric so se poleg turških vpadov spominjali tudi Krucev, ki so prihajali plenit in uničevat z ogrske strani čez Muro.

## Vsebina

### 1. dejanje
Prvo dejanje ima naslov Snubitev in je razdeljeno na 20 prizorov. Veržejski kmetje in kmetice se na lepo nedeljsko popoldne  leta 1679 pred Ropoševo domačijo družijo ob petju narodnih pesmi, pitju in nazdravljanju. Hlapec in kmetje  namigujejo, da sta Vida in Franc zaljubljena.  Pogovor nanese na Kruce. Godrnja, ki je Oger, mešetar in hodi veliko po svetu , naj bi veliko vedel o njih: kamor pridejo, povsod zbudijo strah in trepet, podnevi ropajo in požigajo, ponoči pa se zabavajo. Preden se kmetje razidejo, jih Ropoša vse povabi na košnjo, ki bo naslednji dan. Godrnja na samem vpraša Ropošo za Vidino roko, prisluškuje pa jima cigan Brajdič. Godrnja ima veliko denarja in lepo posestvo, ki bi ga po poroki združil z Ropoševim, da bi lahko postal graščak. Prepričan je, da bo Vida pritrdila. Ropoša se obotavlja – tudi na svoji domačiji bi potreboval naslednika, pomembno pa se mu zdi tudi mnenje žene in seveda Vide – a mu da svojo besedo. Mati Magdalena Vidi svetuje, naj se odloči, kot ji govori srce, in se razburja nad možem, češ da mešetari za hčer. Ko se Vida odloči za revnejšega Franca, Godrnja zagrozi, da se bo maščeval vsem Veržejcem in naposled dobil Vido. Brajdiču plača, da mu pove, da bodo naslednji dan med košnjo vse ženske ostale same v hiši.  Brajdič pove kmetom, da je Godrnja krucevski poglavar, a Ropoša mu ne verjame; očita mu, da je začaral Vido, da bo za vedno ostala kmetica, in ga pretepe, zato mu cigan obljubi maščevanje. Ponoči se Vida in Franc sestaneta. Vida sluti, da zadnjič vidi Franca. Zasliši se topovski strel, zato se fantje razporedijo na stražo.

### 2. dejanje
Drugo dejanje ima naslov Ugrabljenje. Sestavlja ga 18 prizorov. Franc je bil celo noč na dvorišču in stražil Vido. Zjutraj se kmetje zberejo pri Ropoši. Ta pravi, da se bosta Vida in Franc lahko poročila; kmetje se strinjajo, da se je potrebno umakniti mladim. Kosci se odpravijo na delo. Vida in mati ostaneta sami, kuhata in prepevata. Približajo se štirje našemljeni  Kruci z vrečo in Godrnja, ki jim ukaže, naj dajo Vido v vrečo, sam pa udari Magdaleno. Brajdič želi izsiljevati Godrnjo. Ta ga udari in cigan se zakolne, da Vide ne bo imel ne Ropoša, ne Franc, ne Godrnja, in prikliče kmetice, da oskrbijo Magdaleno. Vsi kmetje se pod vodstvom Ropoše in Franca odpravijo rešit Vido in zažgat Godrnjajevo pristavo pri Bakovcih.

### 3. dejanje
Tretje dejanje nosi naslov Prodana in je razdeljeno na 12 prizorov. Dogaja se v gozdu pri Hotizi, kjer v  taborišču Krucev pojejo in plešejo cigani. Godrnja pove Vidi, da bo postala gospodarica Krucev, vsaka želja se ji bo izpolnila. Vida se joče in moli; noče biti žena Kruca, čeprav je bogat. Vsi Kruci in cigani se oborožijo in odpravijo v boj z geslom »Pogin in smrt po Murskem polju!«, saj je Jurij izvedel, da so mu veržejski strelci uničili dom in ubili otroka. Brajdič v zameno za plačilo ponudi Vidi, da jo bo spravil do doma; pospremil jo bo njegov prijatelj Izak. Temu Brajdič Vido v resnici proda, da jo bo prodal naprej v harem turškemu paši.

### 4. dejanje
Četrto dejanje ima naslov Vrnitev in je razdeljeno na osem prizorov. Dogaja se sedem let pozneje na Ropoševi domačiji. Magdalena je že umrla, Franca pa je v boju s Turki ubil Ibrahimov janičar. Kruce so pregnali z Murskega polja in Ropoša je dal zapreti cigana. Ta v zameno za življenje pove, da je Vida na Turške, kamor naj bi jo prodali Kruci. Naenkrat v Veržej pridejo Turki, vsi kmetje se razbežijo, a se izkaže, da se je vrnila Vida skupaj s služabniki in sinom. Pove, da se je vdala v usodo in postala prva žena paše Ibrahima. Imela je velik vpliv, zato je lahko rešila veliko kristjanov. Sina je vzgajala v krščanski veri in v materinem jeziku. Preden je pobegnila, je vzela vse turško zlato, ki ga zdaj izroči očetu. Sina krstijo za Frančka in Ropoša pripravi veliko praznovanje. Vida namerava kupiti gorice blizu Jeruzalema, kjer bo na varnem, in cerkev Matere božje v zahvalo.

### 5. dejanje
Peto dejanje ima naslov Napad in rešitev ter je razdeljeno na 16 prizorov. Dogaja se deset let pozneje v taboru pri cerkvi Matere božje na jeruzalemskem griču, ki je ostala edino zavetje pred Kruci, ki spet pustošijo. Župnik želi poslati sla v Veržej k Ropoši, da bi jim prišel pomagat s četo. Javi se pogumni Franček, ki bi se rad bojeval in branil svojo mater, vero in narod. Vida bi za to, da obvaruje Marijino cerkvico, in s tem cel tabor in tudi Mursko polje, žrtvovala tudi svojega edinca. Kmetje in kmetice se zbirajo ob cerkvici, saj je v dolini vse v ognju. Skupaj zapojejo Marijino pesem in župnik blagoslovi Frančka, ki odide. Kruci se približujejo taboru, žene in otroci se skrijejo v cerkev in pripravijo vročo smolo, možje gredo na okope, župnik daje navodila. Kruce vodita Godrnja in Brajdič. Med bojem Janez ranjen pride k Vidi in ji obljubi, da ju bo ujel. Vida hvali župnika, ki iz vseh bojev pride kot junak. Kruci padajo v jarke in volčje jame, domačinom gre dobro, po hribih gorijo kresovi. Vida moli k Mariji. Kruci nesejo nezavestnega Frančka po skrivnem rovu do cerkve. Ko pri njem najdejo pismo, namenjeno Ropoši, ga prepoznajo. Godrnja se razveseli, da se bo končno lahko maščeval Vidi, ker mu je pobegnila, tako, da bo Frančka napičil na kol. Takrat stopi iz cerkve Vida. Godrnja ji grozi, da jo bodo posilili in ubili. Naenkrat pridejo iz rova veržejski strelci. Janez zgrabi Godrnjo, hlapec Husijan pa cigana. Nabodli ju bodo na kol, ostale Kruce pa obesili. Franček umira ob Vidi in Ropoši, župnik mu da odvezo in nato ga mrtvega odnesejo v cerkev. Vse ljudstvo se zahvaljuje Ropoši, ker jim je pomagal in premagal Kruce in Vidi, ki je za to darovala svojega sina.  Vsi se zahvaljujejo Bogu in Mariji in molijo. Župnik pravi, »naj nastopijo novi časi, v katerih delajmo z geslom: 'Bogu v čast in narodu v korist!'« (Brumen 1938, 66). Na koncu zvonijo zvonovi, igrajo orgle in vsi klečijo pred cerkvijo ter pojejo zahvalno pesem.

## Objava, uprizoritve in sprejem
Kruci so bili izdani leta 1938 pri Tiskarni Sv. Cirila v Mariboru. Že pred izdajo je bila na Ljudskem odru v Mariboru prva uprizoritev. Dr. Josip Meško ob tem pravi, da ji je zagotovljena trajna vrednost in še veliko uprizoritev na ljudskih odrih. Dramo ugodno oceni in poudari, da je pisana iz ljudstva za ljudstvo, ni namenjena tisku za izobražence, ampak uprizoritvam za slovenski narod. Da je drama namenjena predvsem uprizoritvam kažejo tudi obširne didaskalije, režijske opombe z natančnimi opisi zunanjosti dramskih oseb in pomembna vloga, ki jo ima petje ljudskih in cerkvenih pesmi. Brumen za režiserje napiše, da se igro lahko uprizori tudi na prostem (z velikim številom statistov).